# Ludwig August von Pufendorf
Ludwig August Bernhard Friedrich von Pufendorf (* 26. November 1859 in Hannover; † 25. August 1931 in Goslar) war ein deutscher Landrat und Parlamentarier.

## Leben
Ludwig von Pufendorf wurde als Regierungsassessor 1895 kommissarisch als Nachfolger von Johann Immich, welcher als Regierungsrat nach Liegnitz wechselte, Landrat im Landkreis Isenhagen. Im Jahr darauf wurde er definitiv Landrat im Landkreis Isenhagen. Durch das Ausscheiden Immichs wurde auch ein Mandat als Mitglied im Hannoverischen Provinziallandtags frei und 1896 wurde von Pufendorf Ende September als Abgeordneter für den Kreis Isenhagen in einer Ersatzwahl gewählt. Nach der Novemberrevolution 1918 schied er aus dem Amt aus und lebte als Geheimer Regierungsrat in Hannover. Bis zum 1. September 1919 war er für den Wahlbezirk Isenhagen Mitglied im Provinziallandtag der Provinz Hannover. Nachrücker im Landtag wurde sein Nachfolger im Landratsamt Waldow Rizler.
Am 28. April 1897 heiratete er in Goslar Marie von Schweinitz und Krain (* 1877). Ihr ältester Sohn, Friedrich (* 1898), starb 1918 im Ersten Weltkrieg und ihr anderer Sohn Rudolf (1900–1943) wurde Kapitän zur See der Kriegsmarine. 1901 wurde der dritte Sohn Ulrich geboren.